# 阿里·格拉萨
小阿里·达席尔瓦·格拉萨（葡萄牙語：Ary da Silva Graça Filho，1943年4月23日—），巴西体育人物，前巴西排球运动员，现任国际排球联合会主席。

## 生平
1963年到1968年他效力于巴西国家男子排球队；1997年到2012年任巴西排球协会主席；2003年到2012年任南美洲排球联合会主席。2012年9月21日，当选为国际排联第四任主席。他也担任国际奥委会市场委员会委员。
他拥有法学学士学位，除了本国葡萄牙语，他同時通曉英语、法语、西班牙语和意大利语。